# Astacilla tranquilla
Astacilla tranquilla är en kräftdjursart som först beskrevs av Brian Frederick Kensley 1975.  Astacilla tranquilla ingår i släktet Astacilla och familjen Arcturidae. Inga underarter finns listade i Catalogue of Life.